# Asta August
Asta Kamma August (født 5. november 1991 i Danderyd) er en svensk-dansk skuespiller.
Hun er datter af Pernilla August og Bille August og søster til skuespilleren Alba August og halvsøster til blandt andre scenografen Agnes Östergren og manuskriptforfatteren Anders Frithiof August.
Hun har været på rollelisten på 2 film indtil videre; filmen "Anna" fra 2000, hvori hun spiller Minna Terlow, og i hendes fars (Bille August) film "Pagten" fra år 2021, hvori hun spiller Benedicte.
Herudover har hun medvirket i flere tv-serier, henholdsvis;
- Arvingerne fra 2014, som Malin
- "Sex" fra 2020, som Cathrine
- "Fogderetten" fra 2021, som Mie
- Hændelser ved vand fra 2023 [3]

Derudover medvirkede hun også i kortfilmen Min søster og prinsen fra 2020, som Signe Ahlefeldt, hvor hun spillede sammen med sin søster Alba August.